# Charles Coleman Thompson
Charles Coleman Thompson (Louisville, 11 de abril de 1961) é um ministro americano e arcebispo católico romano de Indianápolis.

## Carreira

### Início da vida
Thompson nasceu em Louisville, Kentucky. Ele frequentou o Bellarmine College, graduando-se em Bacharelado em Contabilidade. Thompson obteve o grau de Mestre em Divindade na Escola de Teologia Saint Meinrad em St. Meinrad, Indiana e uma licenciatura em Direito Canônico na Universidade Saint Paul em Ottawa, Ontário.

### Sacerdócio
Em 30 de maio de 1987, Thompson foi ordenado sacerdote para a Arquidiocese de Louisville pelo Arcebispo Thomas Kelly.  Após sua ordenação, ele serviu até 1990 como pastor associado na Paróquia Pró-Catedral de São José e como capelão na Bethlehem High School , ambas em Bardstown, Kentucky . Em 1992, ele retomou o trabalho de meio período como pároco associado na Paróquia São Francisco de Assis, em Louisville. Em 1993, Thompson foi nomeado vigário metropolitano e diretor dos tribunais da diocese. Ele administrou a Paróquia de São Pedro Claver em Louisville de 1994 a 1996 e também serviu como capelão da Presentation Academy em Louisville de 1995 a 1997.
Em 1996, Thompson foi designado como pastor na Paróquia de Santo Agostinho no Líbano, Kentucky . Foi nomeado defensor do vínculo e juiz do Tribunal Diocesano em 1998. Thompson foi nomeado pároco em 2002 da Paróquia da Santíssima Trindade e capelão da Academia do Sagrado Coração , ambas em Louisville. Além de seu trabalho pastoral na Santíssima Trindade, Thompson foi nomeado vigário geral em 2008.

### Bispo de Evansville

Brasão como Bispo de Evansville

O Papa Bento XVI nomeou Thompson como o quinto bispo da Diocese de Evansville em 26 de abril de 2011. Ele foi consagrado pelo arcebispo Joseph Edward Kurtz em 29 de junho de 2011, no Estádio Municipal Roberts em Evansville. Os co-consagradores foram o Arcebispo Daniel M. Buechlein , o Arcebispo Thomas C. Kelly e o Bispo Gerald Gettelfinger .

### Arcebispo de Indianápolis
O Papa Francisco nomeou Thompson como arcebispo da Arquidiocese de Indianápolis em 13 de junho de 2017. Ele foi empossado em 28 de julho de 2017. Thompson era o arcebispo americano mais jovem na época de sua instalação.
Logo após sua instalação, Thompson ordenou que três escolas católicas da arquidiocese demitisse três funcionários que haviam se casado entre pessoas do mesmo sexo :
- A Brebeuf Jesuit Preparatory School recusou-se a demitir Layton Payne-Elliot, um professor que se casou com Joshua Payne-Elliot em 2017. Após um período de negociações infrutíferas, Thompson suspendeu o status católico de Brebeuf em junho de 2019. Congregação para a Educação Católica em Roma, que rescindiu temporariamente a ordem de Thompson.[9] Em 2020, a Santa Sé designou o cardeal Joseph Tobin para mediar a disputa.[9]
- A Roncalli High School demitiu duas orientadoras, Shelly Fitzgerald e Lynn Starkey, ambas casadas com outras mulheres. Fitzgerald e Starkey processaram a arquidiocese e Thompson em casos separados, alegando discriminação e retaliação.[10] Em 11 de agosto de 2021, o Distrito Sul de Indiana dos EUA rejeitou o processo da Starkey.[11]
- A Cathedral High School demitiu Joshua Payne-Elliot, um professor que se casou com Layton Payne-Elliot em 2017. Em um comunicado, a Cathedral disse que desafiar o arcebispo poderia significar perder seu status fiscal sem fins lucrativos .[12][13] Payne-Elliot processou a arquidiocese, mas o caso foi arquivado no Tribunal Superior do Condado de Marion em 20 de maio de 2021.[14]